# Antonio Santini
Vous pouvez aider à l'améliorer ou bien discuter des problèmes sur sa page de discussion.
- Certaines informations devraient être mieux reliées aux sources mentionnées dans la bibliographie ou les liens externes. Améliorez sa vérifiabilité en les associant par des références. (Marqué depuis juin 2015)
- La traduction est incomplète. (Marqué depuis novembre 2015)

Antonio Santini (né en 1577 à Lucques et mort en 1662) est un astronome et mathématicien italien, qui fut un correspondant de Galilée.

## Biographie
Originaire de Lucques, Antonio Santini devint marchand à Venise, puis se fit moine dans l'ordre des Somasques. Il entra en correspondance avec Galilée avec lequel il avait probablement travaillé à Padoue. Dépourvu de formation particulière en astronomie, en optique et en fabrication d'instrument, il fut néanmoins capable de construire un télescope assez puissant pour observer les satellites de Jupiter dans les deux mois ayant suivi la publication du Sidereus Nuncius de Galilée. Ce fut la première confirmation de l'existence de lunes extraterrestres.
En juin 1610, Santini communiqua à ce dernier les observations qu'il avait menées en mai de la même année. Dans la même lettre, il informait Galilée des menées de Giovanni Magini qui tentait de s'approprier leurs découvertes. En septembre, il renouvela ses observations à Venise. Professeur de mathématiques à Rome, la même année, le 4 décembre, il annonça à Galilée que Clavius avait lui-même réalisé du 22 au 27 novembre l'observation de quatre lunes de Jupiter (les fameuses « étoiles de Médicis »).
Il entra en correspondance vers 1619 avec Giovanni Camillo Glorioso, qui avait donné de premiers dessins des taches lunaires l'année précédente.
De Gênes, où il vint enseigner, il écrivit à Galilée le 9 août 1624 avoir reçu les lentilles de son télescope.
En septembre 1625, Santini prétendit avoir clairement distingué ces mêmes satellites grâce à un télescope de sa propre fabrication. Il rendit publique cette découverte dans  Roffenii Epistola apologetica contra caecam peregrinationem cuiusdam furiosi Martini à Bologna. Le même mois, il écrivit à Galilée :[réf. nécessaire]
C'est à Gênes qu'il eut pour élève Francesco Michelini, de 1626 à 1629. Quelques années plus tard, ce dernier lui rendit hommage, écrivant de lui :[réf. nécessaire]
Mersenne, en correspondance avec Antonio Santini, crut qu'il était l'ami de Torricelli, et lui envoya dès 1638 La Géométrie de Descartes, le traité De locis planis ad superficiem de Fermat et beaucoup d'autres pièces.
Le 21 septembre 1641, Santini expliqua à Galilée, dans une lettre, qu'il avait reçu le Cursus de Pierre Hérigone et le lui envoya (Galilée le donna à Cavalieri).
Santini était également lié avec le ragusien Marino Ghetaldi.

## Sources
- (en) Massa, Mª R : Symbolic Language in the Algebraization of Mathematics: preprint.
- (en)  Mario Biagioli : Replication or Monopoly? The Economies of Invention and Discovery in Galileo's Observations of 1610. Science in Context, 14, pp 277-320
- Costabel : Un registre de manuscrits témoin de l'activité de Mersenne en Italie en 1645
- (en) Albert Van Helden : Galilée et Scheiner sur les taches solaires (par jstor.og)
- (it) Giancarlo Rocchiccioli : Quanti ecclesiastici a lezione da Galileo
- (it) Cesare Cantù, Gaetano Barbati : Storia degli italiani, Volume 5
- (it) Giovanni Battista Clemente Nelli, Giuseppe Calendi : Vita e commercio letterario di Galileo Galilei, Volume 1